# 李彦 (北魏)
李 彦（り げん、? - 524年）は、北魏の官僚。字は次仲。本貫は隴西郡狄道県。

## 経歴
李承の子として生まれた。孝文帝の初年、司州の秀才に挙げられ、中書博士に任じられた。諫議大夫に転じた。後に考課により、元士に降格された。まもなく行主客曹事をつとめ、郊廟下大夫に転じた。このころ朝儀典章の制度は未整備であったため、李彦はその制定の議論に参与した。
493年（太和17年）、孝文帝が南征の軍を起こすにあたって、李彦は親征に反対して諫めた。反対論は聞き入れられなかったが、その至誠を賞賛された。494年（太和18年）、北魏の六軍が淮南に進軍すると、李彦は広陵王元羽の長史として召され、恢武将軍・西翼副将軍の号を加えられた。洛陽に帰還すると、李彦は趙郡王元幹の下で冀州長史となった。後に広陵王元羽の下で青州長史に転じ、斉郡太守を兼ねた。洛陽に召還されて龍驤将軍・司徒右長史となり、司徒左長史・秦州大中正に転じた。さらに行揚州事として出向した。まもなく河南尹として召還されることとなった。帰京の途中の汝陰で、行徐州事をつとめるよう命を受けた。後に平北将軍・平州刺史に転じた。さらに召還されて、平東将軍・徐州刺史に任じられた。513年（延昌2年）夏、大雨のために徐州の河川はみな溢れた。李彦は水陸の地勢を観て、水流を流れやすく誘導したため、冠水の被害を出さなかった。入朝して河南尹となった。後に金紫光禄大夫・光禄勲に転じ、度支尚書に任じられた。また撫軍将軍・秦州刺史として出向した。
524年（正光5年）3月、破六韓抜陵らが沃野鎮で反乱を起こすと、秦州の近隣の夏州・東夏州・豳州・涼州でも呼応して反乱軍が蜂起していた。李彦の秦州統治は刑罰を濫用して苛酷なものであったため、民衆の怨嗟を招き、城民の薛珍・劉慶・杜超らが反乱の計画を立てた。6月、反乱軍が秦州の城門に突入し、李彦を内斎で捕らえ、西府に監禁した。秦州の反乱軍は莫折大提を秦王に立てると、李彦を殺害した。永安年間、侍中・驃騎大将軍・司徒公・雍州刺史の位を追贈された。諡は孝貞といった。

## 子女
- 李燮（字は徳諧、司徒参軍、著作佐郎、司徒祭酒、司徒主簿）
- 李爽（字は徳明、秘書郎）
- 李充（字は徳広、中散大夫）
- 李徳顕（太尉行参軍、散騎侍郎）

## 伝記資料
- 『魏書』巻39 列伝第27
- 『北史』巻100 列伝第88